# Gens Plancia

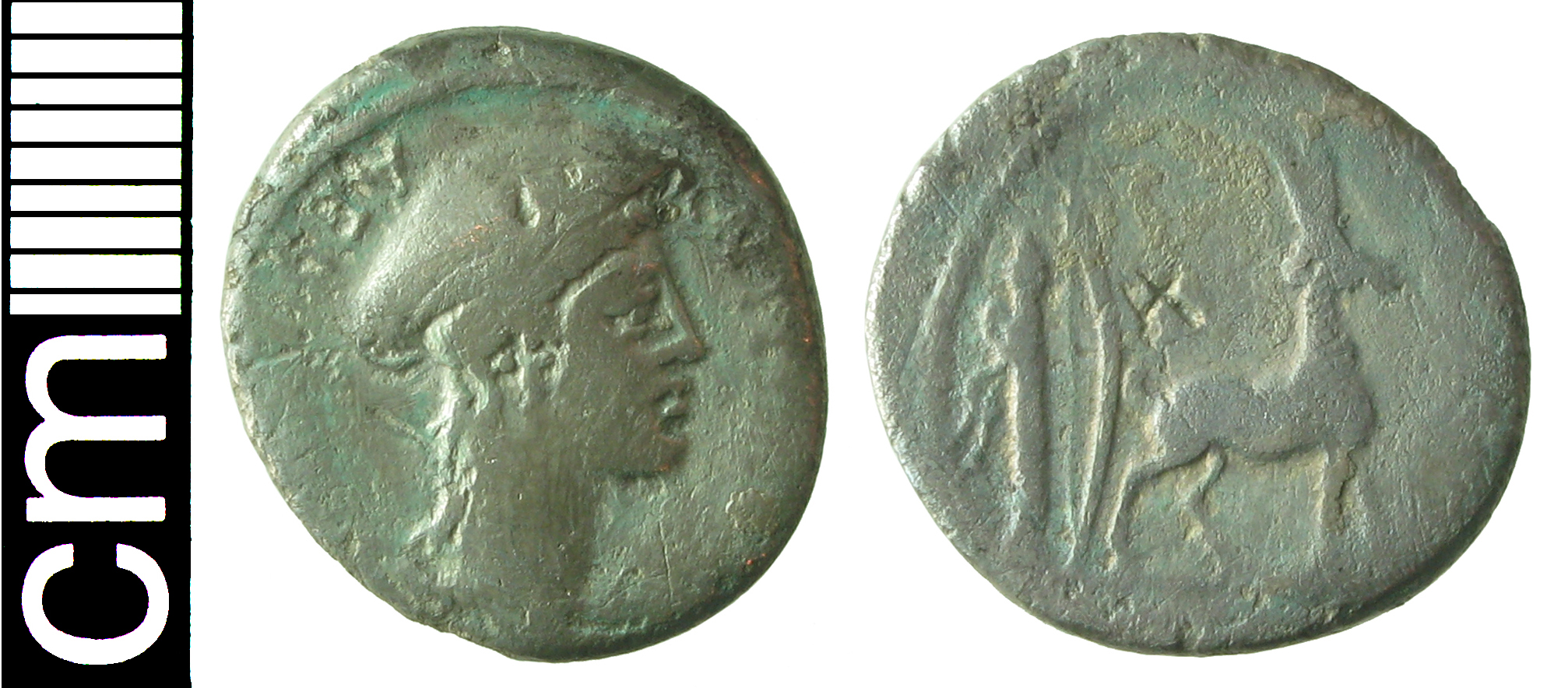
Denarius van Gnaius Plancius. Op de voorzijde is een vrouwenhoofd afgebeeld, waarschijnlijk de godin Diana voorstellend, terwijl op de achterzijde een geit met een boog en een pijlenkoker is afgebeeld.

De gens Plancia was een kleine plebejische familie (gens) behorend tot de ordo equestri in het oude Rome. Slechts enkele leden van deze gens worden genoemd in de tijd van de Republiek, maar een tak van de Plancii wist aan belang te winnen onder Vespasianus en bekleedde een aantal belangrijke magistraturen onder Hadrianus. Andere Plancii zijn enkel bekend uit inscripties.

## Afkomst
Het nomen gentile Plancius is afgeleid van de gewone Latijnse achternaam (cognomen) Plancus, oorspronkelijk verwijzend naar een persoon met platte voeten. De Plancii waren vermoedelijk dus Latijnen. George Davis Chase rekende hen tot die families die ofwel in Rome zijn ontstaan, of waarvan niet kan worden aangetoond dat ze ergens anders zijn ontstaan. De bij Cicero bekende Plancii waren echter afkomstig uit Atina, een stad in het zuiden van Latium die tijdens de Samnitische oorlogen was ingenomen.

## Leden
- Gnaius Plancius (publicanus), een eques die diende onder Publius Licinius Crassus, consul in 97 v.Chr. Plancius werd een publicanus, en was invloedrijk in zijn vakgebied, en drong aan op een wet die het bedrag verlaagde dat de tollenaars moesten betalen voor de belastingen in Asia. Hij was een vroege aanhanger van Caesar, die de vergoeding in 59 v.Chr. verlaagde, tot grote ergernis van de aristocratie.[4]
- Gnaius Plancius Cn. f., quaestor in Macedonië in 58 v.Chr., en tribunus plebis in 56 v.Chr. Verkozen tot aedilis curulis in 54 v.Chr., werd hij beschuldigd van sodalitium, een vorm van electorale omkoping, maar werd met succes verdedigd door Cicero. Hij steunde Pompeius tijdens de Burgeroorlog en leefde daarna in ballingschap in Corcyra.[4][5]
- Marcus Plancius Varus, gouverneur van Pontus et Bithynia, en vervolgens van Achaea en Asia. Hij had eerder gediend als een van de decemviri stlitibus iudicandis, quaestor en tribunus plebis, volgens een inscriptie die dateert uit de regering van Vespasianus.[6]
- Plancia M. f. Magna, de vrouw van Gaius Iulius Cornutus Tertullus, en hogepriesteres van Artemis in Perge.[7]
- Gaius Iulius P. f. Plancius Varus Cornutus Tertullus, consul suffectus voor september en oktober 100 n.Chr., samen met Plinius de Jongere. Hij was op verschillende tijdstippen gouverneur van verschillende provincies, waaronder Creta et Cyrenaica, Gallia Narbonensis, Pontus et Bithynia, en ten slotte Asia.[8]
- Gaius Iulius C. f. P.n. Plancius Varus Cornutus Tertullus, zoon van de gouverneur Tertullus.[7]
- Gaius Plancius M. f. Varus, consul in een onzeker jaar tijdens het bewind van Hadrianus.[9]
- Gaius Plancius, genoemd in een inscriptie van Troesmis in Moesia Inferior, daterend uit 163 n.Chr.[10]
- Titus Plancius T. f., een soldaat genoemd in een inscriptie uit Rome, daterend uit 183 n.Chr.[11]
- Plancia T. (f.?), begraven in Atina, samen met Titus Plancius.[12]
- Titus Plancius, begraven in Atina, samen met Plancia.[12]
- Lucius Plancius Anta, begraven in Aquileia in Venetia en Histria.[13]
- Marcus Plancius Augustalis, begraven in Rome, acht jaar, zeven maanden en tien dagen oud.[14]
- Marcus Plancius Prunicus, een vrijgelatene begraven in Rome.[14]
- Gnaeus Plancius Cn. I. Turpio, een vrijgelatene genoemd in een grafinscriptie uit Rome.[15]
- Marcus Plancius Valens, begraven in Germa in Galatië, met een monument van zijn zoon Marcus.[16]
- Marcus Plancius M. f. Va[...], bouwde een monument in Germa voor zijn vader, Marcus Plancius Valens. Hij zou dezelfde persoon kunnen zijn als de gouverneur Marcus Plancius Varus.[16]
- Lucius Plancius L. f. Victorianus, een priester in Thibica in Africa Proconsularis.[17]